# Johann August Sutter

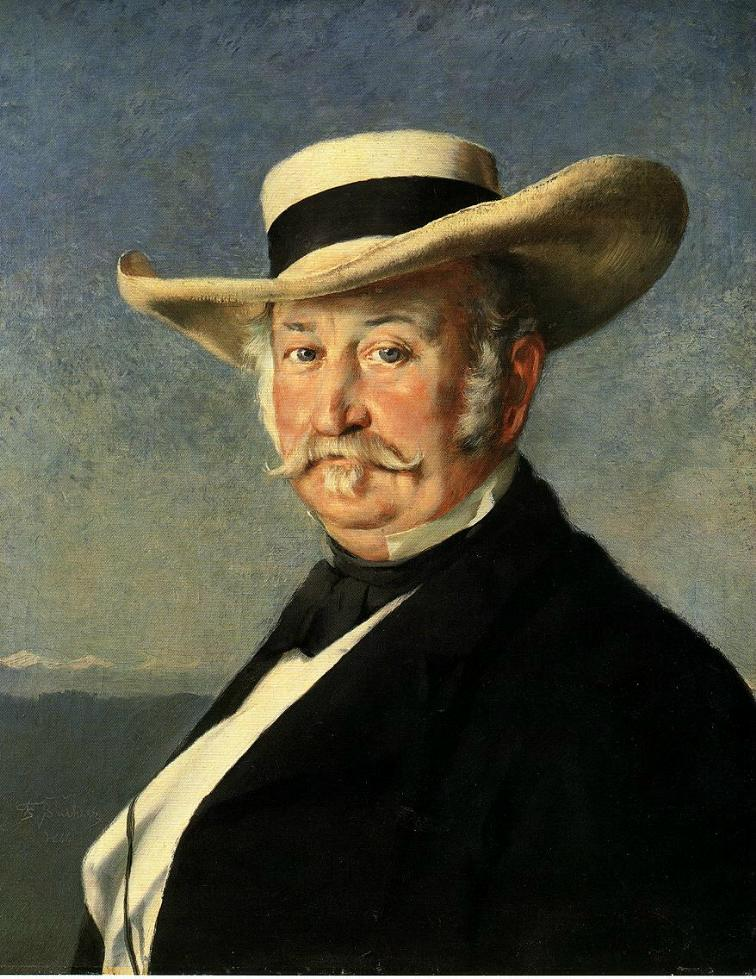
Johann August Sutter, Porträt von Frank Buchser, 1866. Kunstmuseum Solothurn

Johann August Sutter (* 23. Februar 1803 in Kandern; † 18. Juni 1880 in Washington, D.C.) war ein Schweizer Kaufmann, der in Kalifornien zum Grossgrundbesitzer und Gründer der Privatkolonie Neu-Helvetien wurde. Sutter nahm 1840 die mexikanische Staatsbürgerschaft an. Bei seinem Sägewerk (Sutter’s Mill) wurde im Januar 1848 Gold gefunden. Dieser Fund löste den kalifornischen Goldrausch aus.
Lange wurde Sutter sowohl in den USA wie auch in der Schweiz als Pionier und Held gesehen. Seit den 1980er Jahren wird mehr und mehr seine fragwürdige Seite als Abenteurer, Milizenführer, Sklavenhalter dargestellt.

## Namen und Familie

### Namen
In der vielfältigen Literatur zu Sutter wird sein Name auch in einer Vielzahl von Varianten wiedergegeben. Amtlich wurde er in der Schweiz unter Johann August Suter geführt. Er selbst und seine Verwandtschaft schrieben sich aber Sutter. Bisweilen, so z. B. während seiner Schulzeit in der Westschweiz, verwendete Sutter selbst auch die französische Namensform Jean Auguste Sutter. Eine weitere von ihm verwendete französisierte Form war J. Aug. Soutter.
In den Vereinigten Staaten nannte er sich John Augustus Sutter, wobei dort oft der zweite Vorname (Mittelname) durch «A.» ersetzt oder ganz weggelassen wurde, so dass sich die Formen John A. Sutter und John Sutter finden. In den mexikanischen Dokumenten wird er Juan Augusto Sutter genannt.

### Familie

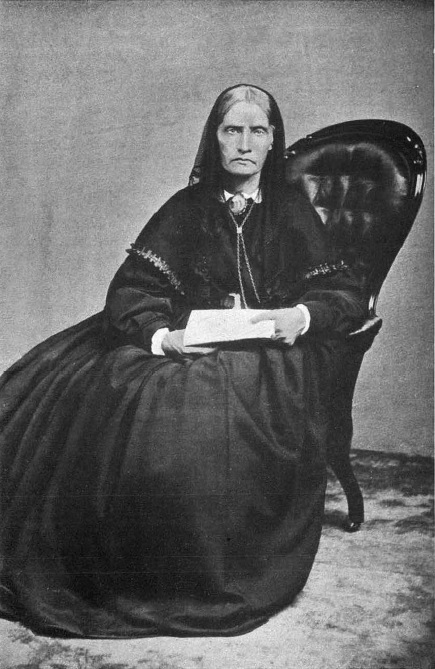
Anna Sutter-Dübeld

Der Heimatort der Familie Sutter war Rünenberg im schweizerischen Kanton Basel-Landschaft, wo sie seit 1559 nachweisbar ist. Diese war ein Geschlecht von Bauern und Bandwebern. Sutters Grossvater, Johann Jakob Suter, übersiedelte 1742 nach Basel und lernte das Handwerk des Papiermachers (Papierer). Er arbeitete für die Basler Familie Häusler, die neben einer Papiermühle im Basler St. Albantal auch im badischen Kandern eine Papiermühle betrieb.
Johann Jakob d. Ä. heiratete noch in Basel, wo 1776 auch sein Sohn Johann Jakob d. J. geboren wurde. Johann Jakob d. Ä. wurde als Aufseher und Vorarbeiter nach Kandern versetzt. 1801 heiratete Johann Jakob d. J., der zu diesem Zeitpunkt bereits die Nachfolge seines Vaters als Vorarbeiter in der Kanderner Papiermühle angetreten hatte. 1803 wurde sein Sohn Johann August in Kandern geboren.
Am 24. Oktober 1826 heiratete Johann August in Burgdorf Anna (Nanette) Dübeld, mit der er fünf Kinder hatte. Die Trauung führte der reformierte Pfarrer und Volksliederdichter Gottlieb Jakob Kuhn durch.
Nachfolgend ein Auszug aus der Stammliste der Familie Sutter:
1. (Johann) Jakob Sutter (der Ältere) ⚭ 1774 Elisabetha Simon
  1. Johann Jakob Sutter (der Jüngere)[Anm. 7] ⚭ 3. August 1801 Christina Wilhemina Stober[Anm. 8]
    1. Johann August ⚭ 24. Oktober 1826 Anna (Nanette) Dübeld (1805–1881)
      1. Johann August jun. (1826–1897)
      2. Anna Elise (Eliza) (1828–1895) 1. ⚭ Georg David Engler; 2. ⚭ Franz Xaver Link
      3. Emil Viktor (1830–1881)
      4. Wilhelm Alphons (1832–1863)[Anm. 9]
      5. Carl Albert Maximilian (1833–1839)

    2. Jakob Friedrich (1808–1844)[Anm. 10] ⚭ 1831 Maria Sophie Dübeld (Schwester von Anna)

#### Zur Familie Dübeld
Die Dübeld, die Familie von Sutters Ehefrau Anna, waren ein altes Burgdorfer Geschlecht. Annas Eltern hatten eine Bäckerei, eine Gastwirtschaft und vier Töchter. Der Vater, Samuel Dübeld, war bereits 1815 gestorben. Als Vormund für die Witwe, Rosina Dübeld-Ris, wirkte Karl Schnell, der seit 1831 Regierungsstatthalter von Burgdorf und seit 1833 Regierungsrat des Kantons Bern war. Es bleibt offen, ob dies Sutter 1834 geholfen hat, einen Pass zu erhalten.

## Lebensgeschichte

### Vor der Auswanderung (1803 bis 1834)

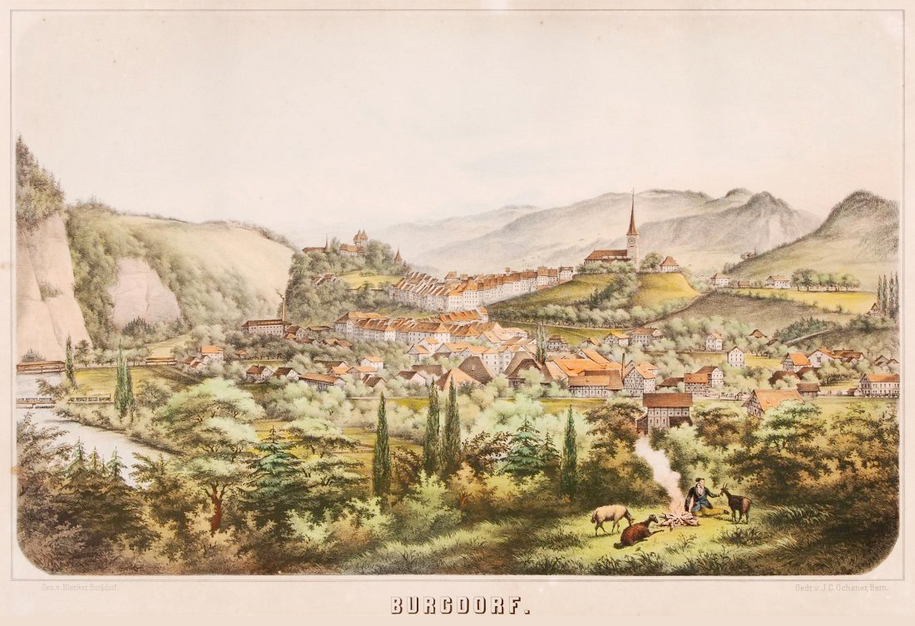
Ansicht von Burgdorf Mitte des 19. Jahrhunderts

Über Sutters Jugendzeit in Kandern ist wenig bekannt. Es wird angenommen, dass er bis zu seinem 15. Lebensjahr die örtliche Schule besuchte. Danach schickte ihn sein Vater auf eine Schule in Saint-Blaise bei Neuchâtel, wo er 1818/19 ein Jahr verbrachte.
Anschliessend machte er eine kaufmännische Lehre in der Druckerei und Verlagsbuchhandlung von Emanuel Thurneysen in Basel. Nach Abschluss der Lehre (1823) wurde er nicht von der Firma übernommen. Sutter fand in Aarburg eine Beschäftigung in einer Tuchhandlung, wo er mutmasslich seine künftige Frau kennenlernte. Ihr folgte er 1824 nach Burgdorf im Kanton Bern, wo er zunächst als Gehilfe in einem Gemischtwarenladen tätig war.
1828 kaufte Sutter ein Haus an der Schmiedengasse in Burgdorf und gründete ein Tuch- und Garngeschäft. Da das Geschäft schon bald in Schwierigkeiten geriet, nahm er Benedikt Seelhofer als Kompagnon auf und begründete die Firma Sutter & Cie. Schon 1832 geriet die Firma in ernsthafte Schwierigkeiten und musste mit den Gläubigern einen Schuldenerlass aushandeln, bei dem diese auf 75 Prozent ihrer Forderungen verzichteten. Der Kompagnon setzte sich mit der Hälfte des Warenlagers ab, und Sutter verkaufte das Haus an seine Schwiegermutter Rosina Dübeld-Ris († 1835), die es ihm gegen Zinszahlung zur Nutzung überliess.
Das Geschäft lief schlecht, der Schuldenberg wuchs, und auch die Miete an die Schwiegermutter war ständig im Rückstand. «Am 5. Mai 1834 stellte Sutter beim Bezirksstatthalter von Sissach ein Gesuch zur Auswanderung nach Nordamerika, welchem der Regierungsrat von Baselland am 8. Mai auch entsprochen hat.» Am 10. Mai 1834 verkaufte die Schwiegermutter das Haus und Sutter sein Rückkaufrecht. Sutter erhielt am 13. Mai 1834 vom Oberamt Burgdorf einen in französischer Sprache ausgestellten Pass, der als Bestimmungsort der Reise Amerika nannte. Zu einem für den 4. Juni anberaumten Gerichtstermin erschien Sutter nicht mehr. Anfang Juni erhielt Anna Sutter einen Brief ihres Mannes aus Le Havre, in dem dieser mitteilt, dass er nicht zurückkehren werde. Frau Sutter stellte am 9. Juni den Konkursantrag, und am 12. Juni 1834 (einen Monat nach Ausstellung des Passes) wurde Sutter auf Betreiben der Sparkasse Sumiswald zur Fahndung ausgeschrieben. Wann er Burgdorf genau verlassen hat, ist nicht bekannt, die Behörden nahmen den 8. oder 9. Juni an. Frau Sutter wurde unterstellt, dass sie von der Flucht ihres Mannes wusste und ihn dabei unterstützt habe. Am 26. Juni erfolgte eine Versteigerung, und am 5. Oktober 1834 war das Konkursverfahren abgeschlossen. Am 23. Oktober 1835 wurde in Burgdorf noch eine Untersuchung wegen betrügerischem Konkurs gegen Sutter eingeleitet, da ihm vorgeworfen wurde, dass er Teile der Konkursmasse ins Ausland verbracht und damit die Gläubiger vorsätzlich geschädigt habe. Nach späteren Schilderungen aus Missouri scheint Sutter tatsächlich teure Kleidung und Lagerbestände an Textilien nach Amerika verbracht zu haben.

### Auf dem Weg nach Kalifornien (1834 bis 1839)

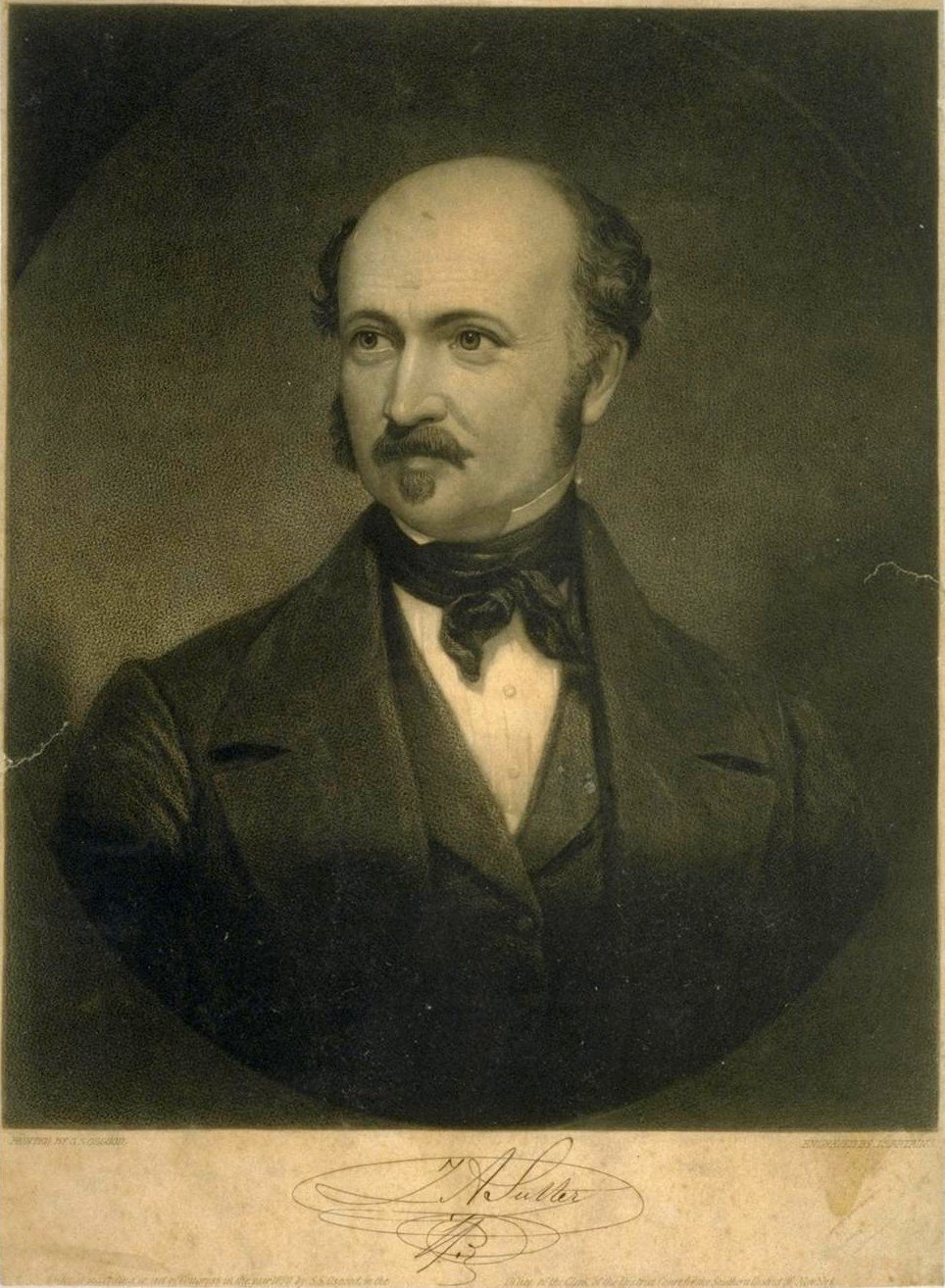
Johann August Sutter etwa um 1835

Am 7. Juli 1834 kam Sutter in New York an. Von dort zog er weiter über Cincinnati nach Indiana und schliesslich nach Saint Louis. Gottfried Duden hatte für die deutsche Siedlung in Missouri in der Heimat geworben. Nach kurzer Zeit wich Sutter vor seinen dortigen Gläubigern nach Saint Charles (Missouri) aus.
Im Frühling 1835 begab er sich mit einer Handelskarawane von Saint Louis nach Santa-Fe und kehrte im Herbst mit der Absicht zurück, nun eine eigene Handelskarawane zu organisieren, da er die Verdienstmöglichkeiten in diesem Handel hoch einschätzte. Nach langen Vorbereitungen startete die Karawane am 14. April 1836, die sich zunächst bei Independence (Missouri) mit anderen Karawanen vereinte. Sutters Teil der Karawane wird beschrieben als «a company of drunken greenhorns».
Da der Handel inzwischen durch die mexikanischen Behörden erschwert wurde und es Konkurrenz aus Texas gab, stellte sich diesmal kein kommerzieller Erfolg ein. Die Gesellschaft, die Sutter in Saint Louis gebildet hatte, machte Verluste, er selbst konnte durch illegalen Pferdehandel mit den Apachen noch Gewinne machen. Da sein Ruf in Saint Louis – wo er eine Anzahl Mitglieder der deutschsprachigen Kolonie zu Investitionen in die Karawane überredet hatte – gelitten hatte, verlegte Sutter im Frühjahr 1837 seinen Sitz nach Westport, wo er sich als Laden-, Hotel- und Farmbesitzer versuchte, aber wirtschaftlich wieder scheiterte. Seine rasch aufgebauten Aktivitäten waren wieder über Kredite finanziert, die er bald nicht mehr bedienen konnte, und so verkaufte er Teile und dies in einem Fall auch zweifach. Sutter verliess Westport nach diesem weiteren Misserfolg gezwungenermassen bereits am 1. April 1838 wieder und machte sich auf den Weg nach Kalifornien, von dem er vielversprechende Berichte in Taos (New Mexico) gehört hatte. In Westport hatte er begonnen, seine Lebensgeschichte interessant anzureichern und sich als ehemaligen Hauptmann der königlich-französischen Schweizergarde von König Karl X. auszugeben, was frei erfunden war. Sutter, der nach Verlassen von Westport in der Reservation der Delaware-Indigenen gewartet hatte, hängte sich etwa am 1. Mai 1838 an die in Westport gestartete Versorgungskolonne der American Fur Company an, die im Gebiet des Wind River (Wyoming) die amerikanischen Pelztierjäger treffen wollte. Er erreichte mit dieser am 2. Juni Fort Laramie und am 23. Juni den Popo Agie River. Er hatte erwartet, dort auch die Pelztierjäger der Hudson’s Bay Company und deren Versorgungskarawane zu treffen, mit der er dann weiter nach Oregon wollte. Am 12. Juli 1838 konnte Sutter mit Francis Ermatinger, einem Händler der Hudson’s Bay Company, die Reise nach dem damals britischen Oregon beginnen, und am 15. Juli überschritten sie den South Pass und erreichten Ende des Monats Fort Hall und am 15. August Fort Boise (beides befestigte Handelsposten der Hudson’s Bay Company). Ende August kamen sie zur Methodisten-Mission beim Fort Walla Walla. Die nächste Station war das Willamette Valley, von wo aus Sutter sich nach Fort Vancouver begab. Hier traf er James Douglas (damals der dort residierende Chief Trader der Hudson’s Bay Company), von dem er ein allgemeines Empfehlungsschreiben erhielt. Sutter plante von Oregon nach Kalifornien weiterzureisen und Rinderherden als Handelsgüter mit sich zu treiben. Aufgrund des bevorstehenden Winters konnte dies jedoch erst im Frühjahr geschehen, und Sutter wollte nicht mehr warten. Eine direkte Schiffsverbindung nach Kalifornien gab es nicht, und so schiffte er sich auf Empfehlung der Briten nach Hawaii ein, um dort ein Schiff nach Kalifornien zu nehmen. Am 9. Dezember erreichte er Honolulu und musste feststellen, dass ein spanisches Schiff mit Ziel Kalifornien kurz zuvor den Hafen verlassen hatte. Sutter nutzte zunächst die Wartezeit auf ein Schiff, um Beziehungen zu knüpfen. Nachdem sich jedoch kein Schiff mit Ziel Kalifornien gezeigt hatte, nahm er das Angebot eines Kaufmanns an, auf einem gemieteten Schiff am 20. April 1839 mit ins russische Nowo-Archangelsk (Sitka) zu fahren und dort im Auftrag Waren zu verkaufen. Auf der Rückfahrt durfte er das Schiff dann nach Kalifornien dirigieren und kam am 1. Juli 1839 im Hafen von Yerba Buena (wie damals San Francisco hiess) an – 15 Monate nachdem er Missouri verlassen hatte und fünf Jahre nach seiner Ankunft in Amerika.

### In Kalifornien (1839 bis 1865)

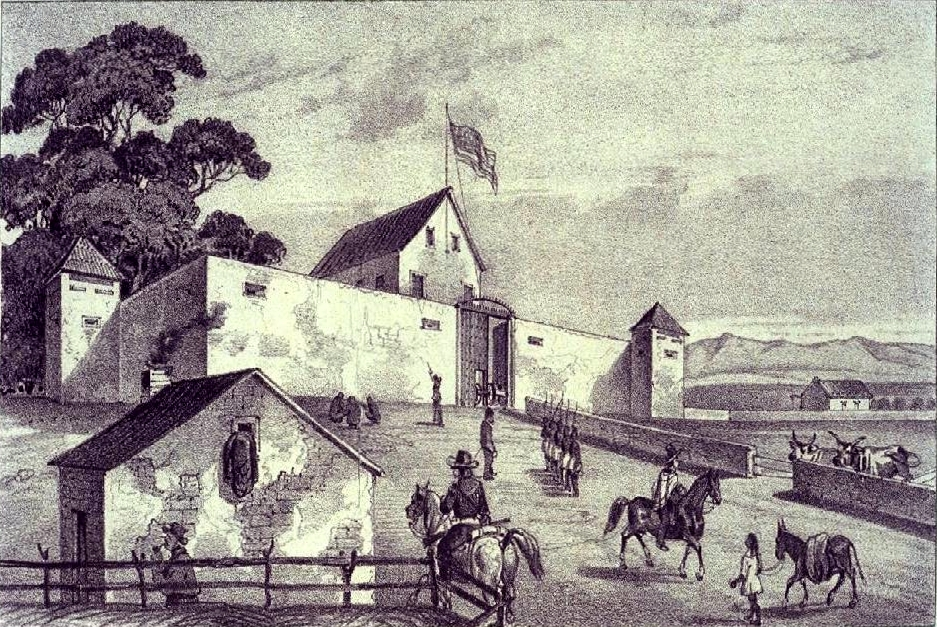
Sutter's Fort (1849)

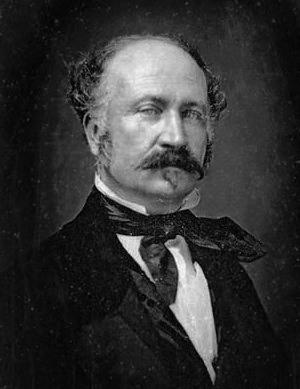
John A. Sutter um 1850

Sutters Plan war, eine Ansiedlung im Tal des Sacramento River zu gründen. Er wollte die – wenn auch spärlich – von den hispanischen Kaliforniern besiedelten küstennahen Gebiete meiden, um nicht deren Einfluss ausgesetzt zu sein. Der mexikanische Gouverneur Juan Bautista Alvarado befürwortete dies und gab Sutter bereits 1839 – also vor der Landzuweisung – die Erlaubnis, im Sacramento-Tal zu siedeln. Sutter begann am 13. August 1839 mit dem Aufbau der Hauptsiedlung der Kolonie – dem späteren Fort Sutter nahe der Mündung des American River in den Sacramento River. Am 29. August 1840 erhielt Sutter die mexikanische Staatsbürgerschaft und am 18. Juni 1841 die gewünschte Landzuweisung. Noch im selben Jahr erwarb er die russischen Kolonien Fort Ross und Bodega Bay. Nach dem Mexikanisch-Amerikanischen Krieg fiel im Jahr 1848 Neu-Helvetien durch den Vertrag von Guadalupe Hidalgo zusammen mit dem übrigen Gebiet des heutigen US-Bundesstaats Kalifornien an die USA. Im selben Jahr brach der Goldrausch aus, nachdem bei einer von Sutter auf indigenem Land errichteten Sägemühle (Sutter’s Mill) Gold gefunden worden war. Der Goldrausch entzog ihm – wie allen Unternehmern in Kalifornien – die Arbeitskräfte, so dass auch die Ernten nicht mehr eingebracht werden konnten. Durch die Massen an undisziplinierten Goldsuchern wurden seine Gebäude und Plantagen geschädigt. Neben diesen negativen Folgen erlebte Sutter durch die Zuwanderung aber auch eine enorme Wertsteigerung seiner Grundstücke – besonders im Gebiet des heutigen Sacramento City, was ihm ermöglichte, seine hohen Schulden zu bezahlen. Durch eigenes wirtschaftliches Unvermögen und Verschwendungssucht sowie Betrug durch Mitarbeiter und Geschäftspartner verlor er einen grossen Teil des verbliebenen Vermögens. Die Kosten eines jahrelangen Rechtsstreits mit den Vereinigten Staaten um seine Landzuweisungen und deren teilweiser Entzug zehrten das Restvermögen weiter aus. Nachdem 1865 seine Hock-Farm durch Brandstiftung zerstört worden war, verkaufte er auch dieses Grundstück und verliess Kalifornien, womit Neu-Helvetien erlosch.

### In Washington und Lititz (1865 bis 1880)
Nachdem seine Hock-Farm in Kalifornien abgebrannt war, zog Sutter mit seiner Frau im Dezember 1865 nach Washington, D.C. 1866 reichte er beim Kongress der Vereinigten Staaten eine Petition wegen der vom obersten Bundesgericht verworfenen zweiten Landschenkung und dem ihm angetanen Unrecht ein.
Die drei Kinder von Johann August Sutter jun. und seiner ersten Ehefrau María del Carmen Rivas wurden von den Grosseltern betreut. John III (* 1852) besuchte die John Beck's School for Boys, eine Schule der Herrnhuter Brüdergemeine in Lititz (Pennsylvania). Anna Eliza und María del Carmen kamen 1867 in die Linden Hall, ein Mädchenpensionat der Herrnhuter in Lititz. 1870 begann das Ehepaar Sutter den Bau eines stattlichen Hauses in Lititz (Johann Agust Sutter House) und zog 1871 von Washington hierher. Lititz liegt 150 Kilometer nordöstlich von Washington D.C. Sutter lebte weiter zeitweise im Hotel in Washington, um bei den Abgeordneten und Senatoren seine Petition bezüglich einer Entschädigung voranzutreiben. Nachdem 1876 noch immer keine Entscheidung über die Petition getroffen worden war, reichte er eine neue ein, die vom Private Land Claims Committee des Repräsentantenhauses zur Annahme empfohlen wurde und eine Entschädigung für Sutter in Höhe von 50'000 USD vorsah – die Vorlage wurde jedoch vom Repräsentantenhaus nie behandelt. 1880 legte Sutter eine dritte Petition vor, die im April 1880 von Ausschüssen des Repräsentantenhauses und des Senats befürwortet wurde. Im Juni lancierte Senator Daniel W. Voorhees eine Vorlage für den Kongress im Sinne der Petition, aber der Kongress vertagte sich am 16. Juni, und es kam nicht zu einer Abstimmung über Sutters Anliegen – am 18. Juni 1880 starb Sutter im renommierten Mades Hotel in Washington. Seine Frau starb 1881 in Lititz. Beigesetzt sind beide auf dem Friedhof der Herrnhuter Brüdergemeine in Lititz.

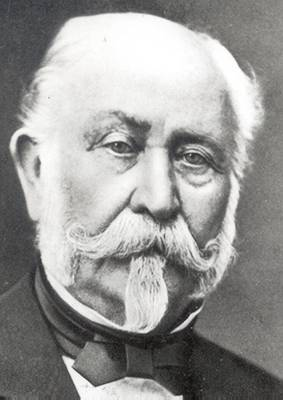
Johann August Sutter um 1880
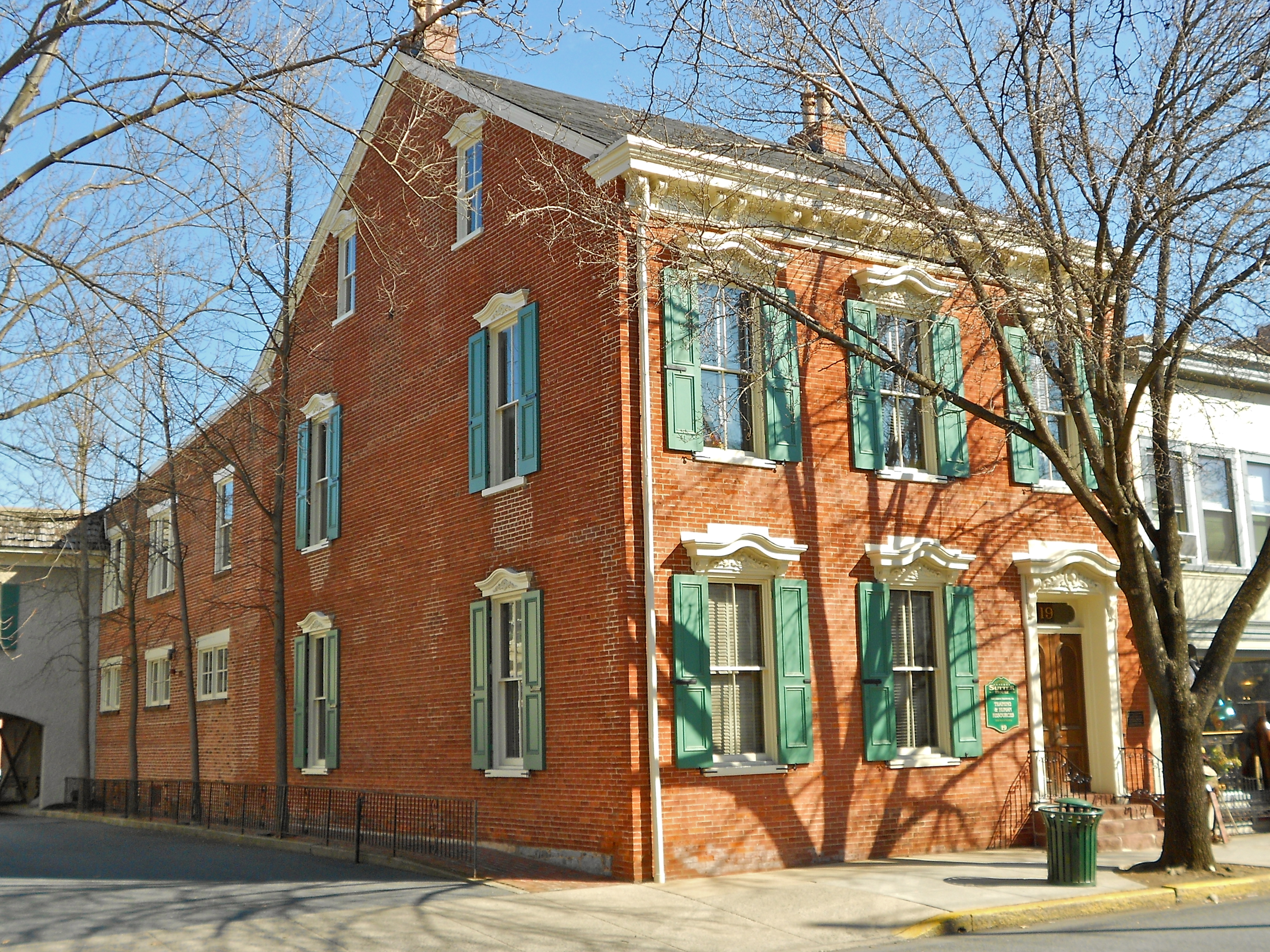
Sutters Haus in Lititz – hier lebte er von 1871 bis 1880
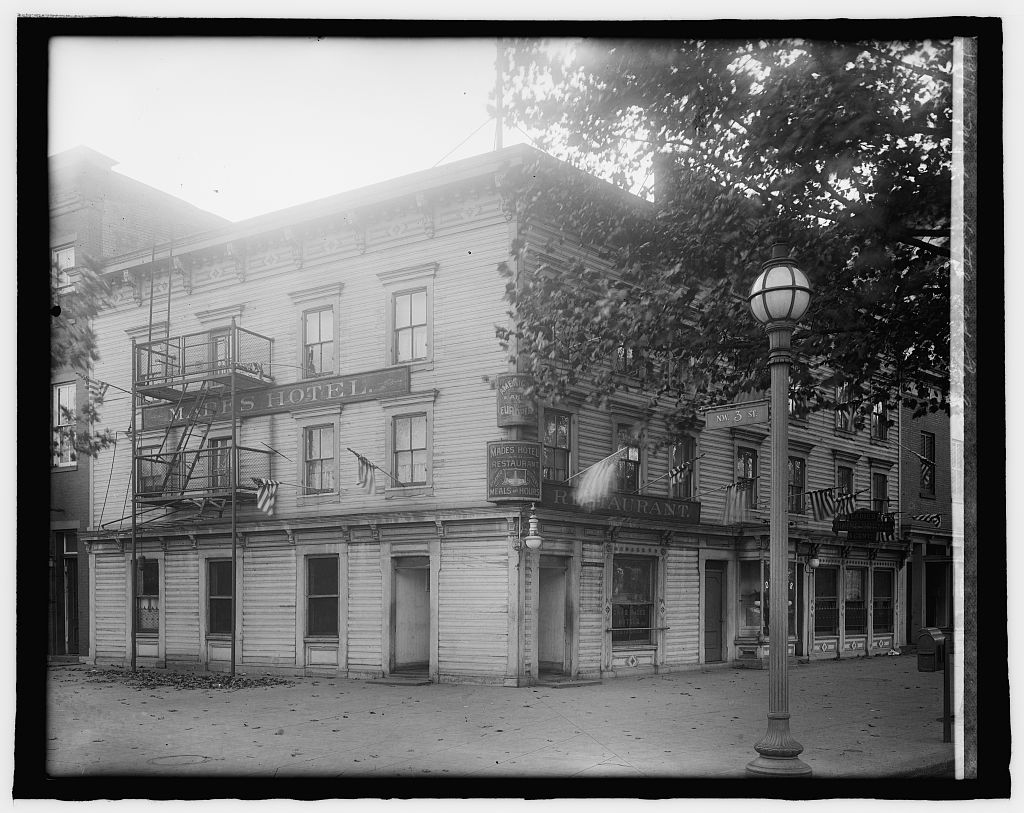
Im Mades Hotel in Washington starb Sutter 1880
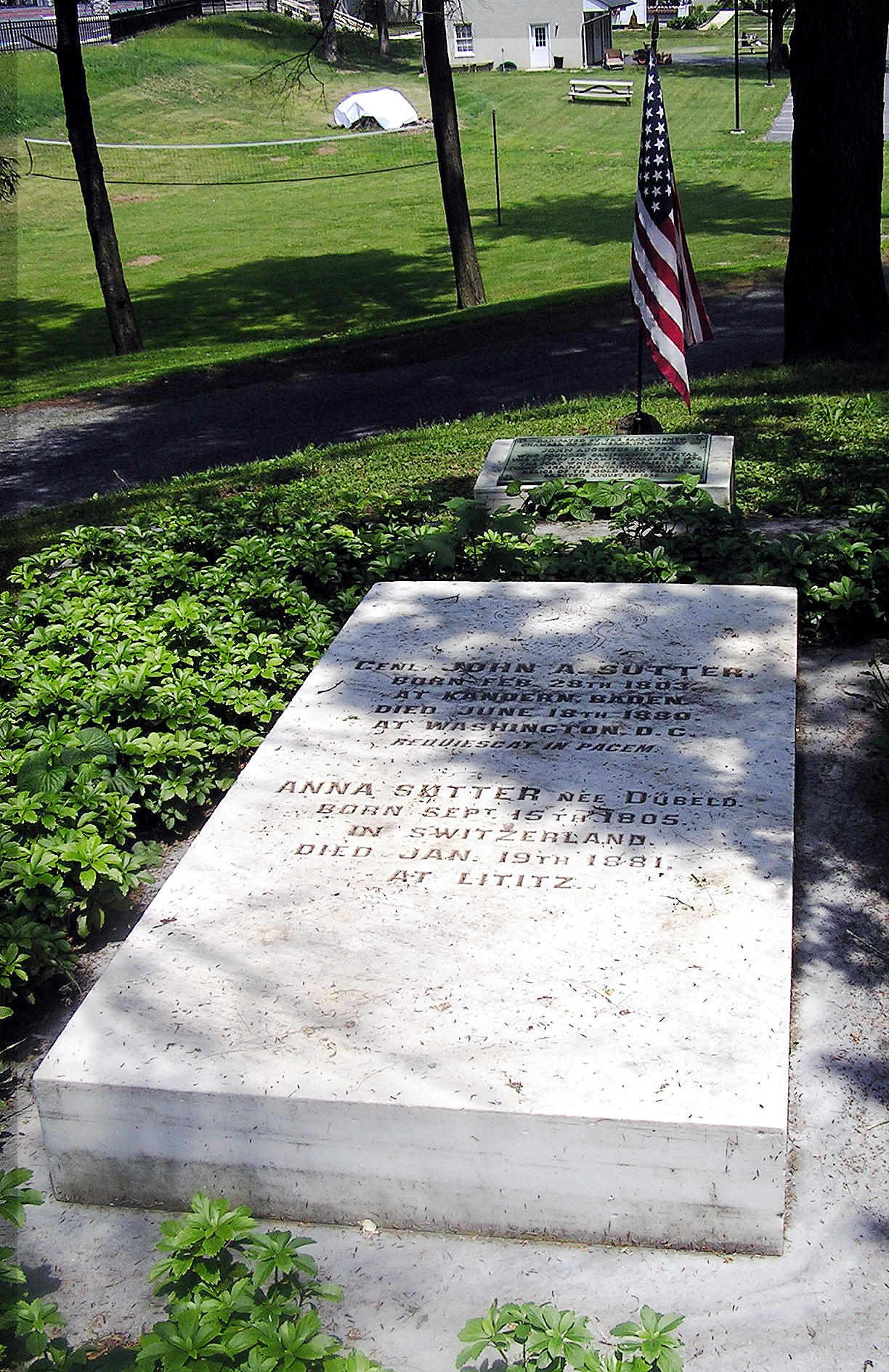
Grab auf dem Friedhof der Herrnhuter Brüdergemeine in Lititz

### General Sutter?

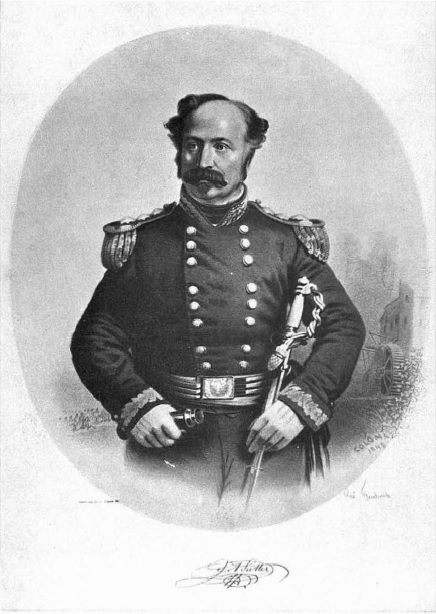
Major General John A. Sutter um 1854

Sutter zeigte nach den zeitgenössischen Quellen eine Vorliebe für militärisches Gehabe und er legte sich gerne militärische Dienstgrade zu. Nachgewiesen ist, dass er am 26. Mai 1828 seinen Dienst als Kadett der Republik Bern antrat. Am 15. Juli 1828 wurde er zum Zweyten Unter-Lieutenant der 1. Centrums Compagnie des Reserve-Infanterie-Bataillons Nro. III und am 16. März 1831 zum Ersten Unter-Lieutenant der 2. Centrums Compagnie befördert. Sutters eigene Behauptung, er sei Kapitän der Artillerie des Schweizerheeres gewesen, ist nicht belegt. Dies gilt auch für die Behauptung, er habe die Militärschule in Thun besucht und sei dort Studiengenosse von Louis Napoléon gewesen. In Missouri schmückte er seine Lebensgeschichte weiter aus und behauptete, Hauptmann der königlich-französischen Schweizergarde von König Karl X. gewesen zu sein, was frei erfunden war.
Als Anführer einer Händlergruppe im Santa Fe Handel liess er sich – wie dort üblich – als Captain bezeichnen und führte diesen Titel auch später noch. Nach Sutters Angaben trug ihm der König von Hawaii, Kamehameha III., 1839 an, auf Hawaii zu bleiben und das Amt eines Kriegsministers zu übernehmen.
Mitte 1844 ernannte der mexikanische Gouverneur von California, Micheltorena, Sutter zum Hauptmann (Capitán) der mexikanisch-kalifornischen Miliz (Defensores de la Patria). Im Januar 1845 wurde er Oberbefehlshaber der Truppen des Sacramentotales (ca. 200 Mann) – hauptsächlich seine eigene Indigenen-Truppe.
Am 16. August 1846 wurde Sutter zum Leutnant der US-amerikanischen Dragoner ernannt, wobei er lediglich die Funktion eines Adjutanten des amerikanischen Kommandanten seines Fort Sutter mit der Indigenen-Kompanie erhielt.
Im Juni 1852 wurden die Sutter Rifles gegründet. Diese in Sacramento beheimatete Miliz-Kompagnie der California State Militia wurde zu Ehren von Sutter benannt.
Am 16. Februar 1853 wurde Sutter vom kalifornischen Kongress zu einem der Major Generals der California State Militia gewählt. Bis 1861 finden sich in der kalifornischen Presse immer wieder Berichte über General Sutters Auftritt bei Paraden und Feierlichkeiten. Dienstlich tritt er nur im Sommer 1856 als Kommandeur der 5. Division (Hauptquartier in Marysville) im Zusammenhang mit der Mobilisierung der Miliz gegen das Vigilance Committee von San Francisco hervor.
Sutters militärische Praxis fällt in die Zeit von 1839 bis 1847, als er zahlreiche Einsätze gegen Indigenen-Truppe führte. Aufgrund der überlegenen Bewaffnung handelte es sich dabei eher um Jagden denn um Kämpfe.
Sutter und seine militärischen Dienstherren:

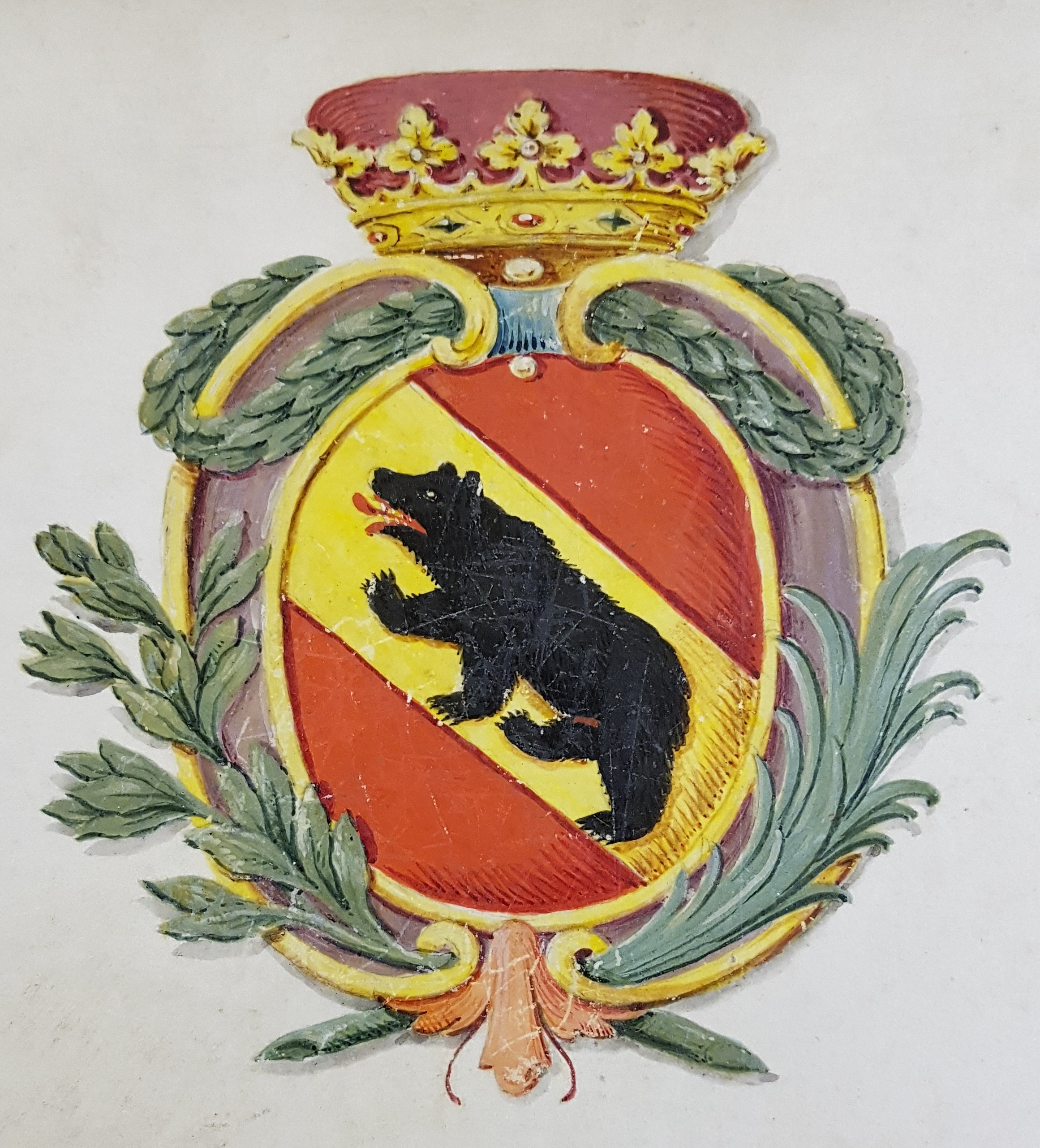
Republik Bern – Unterleutnant
Republik Mexiko – Hauptmann
Vereinigte Staaten – Leutnant
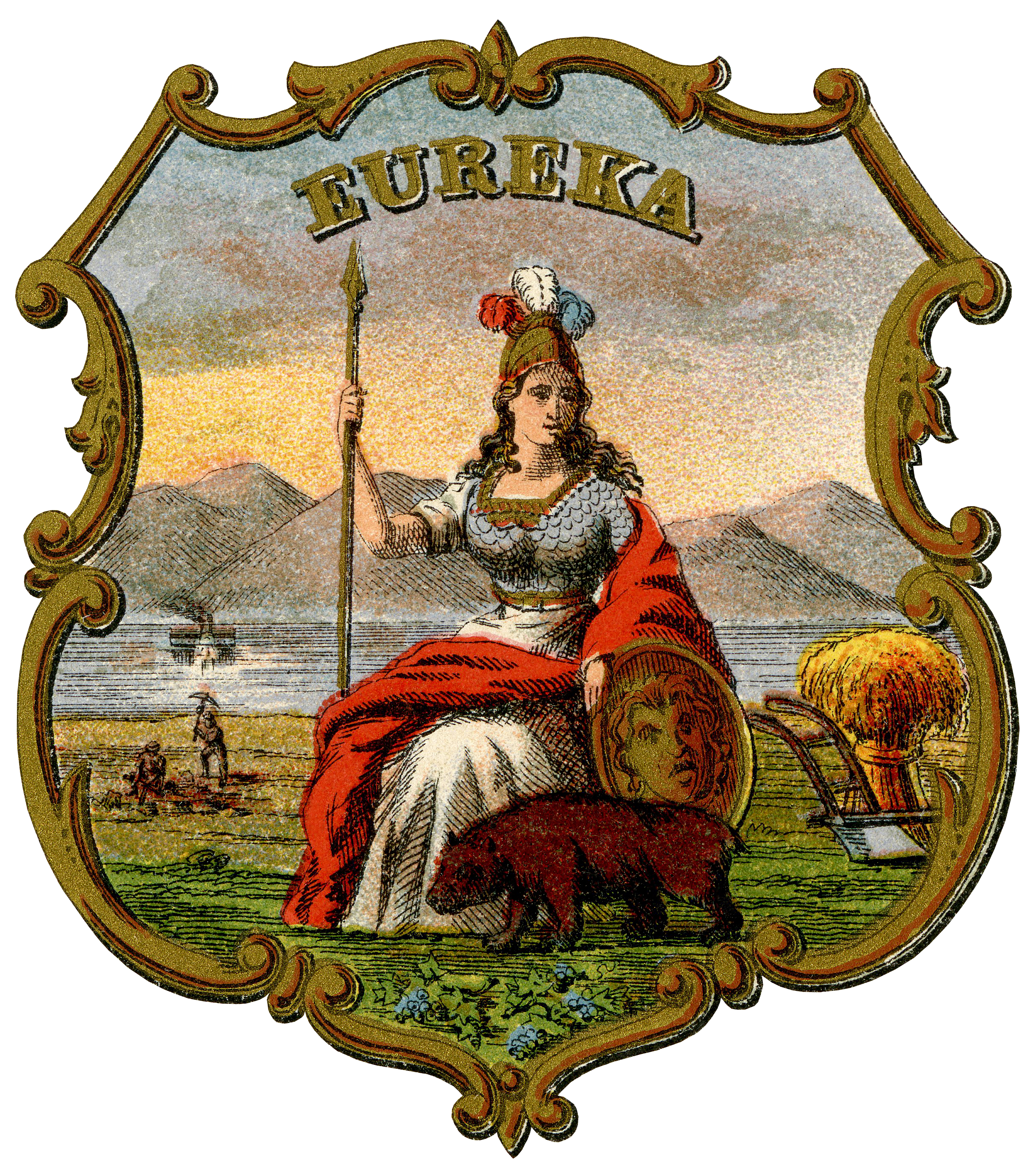
Bundesstaat Kalifornien – Generalmajor

### Sutter und die indigene Bevölkerung

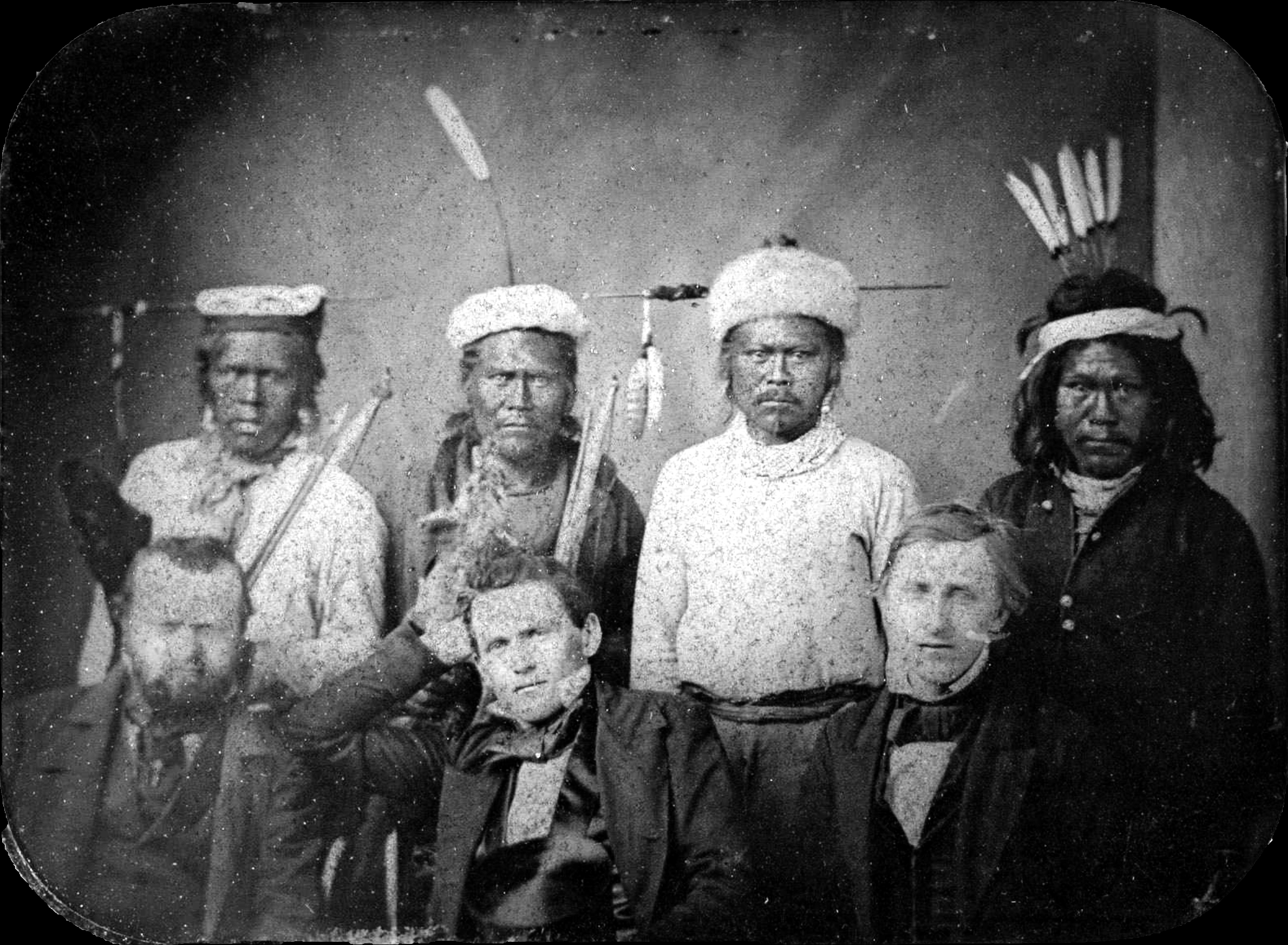
Vertragsunterhändler und Anführer der Maidu, in deren Gebiet Neu-Helvetien lag. Die Nisenan (Southern Maidu) waren Verwandte dieser Maidu.

Der Glarner Heinrich Lienhard (1822–1903), der 1846 bis 1850 in verschiedenen Funktionen bei Sutter in Neu-Helvetien tätig war, hat als Augenzeuge seine Erinnerungen um 1870 niedergeschrieben. Das Original, 238 Seiten in deutscher Handschrift, ist aufbewahrt in der Bancroft Library der University of California in Berkeley. Lienhards Bericht zeigt glaubhaft die skandalösen Zustände in Neu-Helvetien: Sutters Alkoholismus, seine Tätlichkeiten gegenüber seinen Arbeitern und Arbeiterinnen, sowie deren sexuellen Missbrauch. Die Historikerin Rachel Huber stellt auf Grund von Lienhards Bericht fest, dass die Kolonie «Neu-Helvetien» auf der Grundlage von Zwangsarbeit der indigenen Bevölkerung funktioniert hat, erwähnt Sutters «Handel mit indigenen Kindern, vornehmlich, um seine Schulden zu tilgen», nennt Sutter eine «zentrale Figur in den Verfolgungs- und Dezimierungsvorgängen der indigenen Bevölkerung Kaliforniens», und sieht ihn mitverantwortlich für den Genozid der indigenen Gesellschaft Kaliforniens, der mit dem Goldrausch 1848 einsetzte.
In den Jahren 1839 bis 1847 führte Sutter eine Anzahl von Jagdpartien auf indigene Dörfer, die sich der Zwangsarbeit entzogen oder Viehdiebstähle begingen, wobei die sogenannten Kern and Sutter massacres eine gewisse Bekanntheit erlangten. Ende Februar 1847 forderten angloamerikanische Siedler aus dem oberen Sacramento-Tal bei Captain Edward M. Kern, dem damaligen Kommandanten von Fort Sutter, Unterstützung gegen Indigenengruppen an, die Viehdiebstähle begingen. Kern zog Ende März 1847 mit 20 Mann aus und wurde von weiteren 30 Mann unter Sutter verstärkt. Die Truppe überfiel drei indigene Dörfer und tötete etwa 20 Indigene.

## Nachleben

### Würdigung
In der Vielfalt der Literatur über Sutter findet sich auch eine Vielfalt an unterschiedlichen Einschätzungen seiner Person. Bis heute nachwirkend sind insbesondere die Zerrbilder des heldenhaften Pioniers von Kalifornien, der im Sturm des Goldrausches ohne Schuld unterging, und des gewissenlosen Kolonialisten, der den Untergang der kalifornischen indigenen Bevölkerung einleitete.
Mit Zollinger und Hurtado wurde ein etwas realistischeres und ausgewogeneres Bild Sutters vorherrschend – seine Schwächen und Fehler wurden nicht kaschiert, aber grundsätzlich überwiegt eine wohlwollende Einschätzung und eine Betonung des ihm angetanen Unrechts, verbunden mit der Zuerkennung einer historischen Bedeutung.
Weniger verbreitet sind die nüchternen zeitgenössischen Einschätzungen renommierter amerikanischer Wissenschaftler wie Hubert Howe Bancroft und Josiah Royce. Bancroft, der Herausgeber und Mitautor eines Standardwerkes zur kalifornischen Geschichte, führte auch ein langes Interview mit Sutter in Lititz. Er spricht Sutter jede historische Bedeutung ab und skizziert ihn als selbstsüchtige, eitle Person, die unfähig war, die glücklichen Umstände sinnvoll zu nutzen. Der Philosoph Royce bezeichnet Sutters Schicksal als das gewöhnliche eines hartnäckigen und unbelehrbaren Träumers und sieht seine Person nicht als Helden, sondern als mehr malerisch denn männlich.
Ohne den zufälligen Goldfund auf einem Gelände, das Sutter nutzte, wäre er wohl ebenso in Vergessenheit geraten wie andere frühe kalifornische Pioniere aus Deutschland und der Schweiz, wie z. B. Wilhelm Benitz.

### Gedenkstätten
Sutter ist Namengeber für eine Vielzahl geografischer Objekte (z. B. Sutter County, Sutter Buttes, Sutter Creek), öffentlicher Einrichtungen (Schulen, Strassen) in Kalifornien, Kreis Lörrach (Kandern: Johann August Sutter Straße), Kanton Bern, Kanton Basel-Land.
Die Kantonshauptstadt des Kantons Basel-Land Liestal ist 1989 eine Städtepartnerschaft mit der Hauptstadt von Kalifornien, Sacramento, eingegangen, wobei die beidseitigen Beziehungen zu General Sutter den Anknüpfungspunkt bildeten. Allerdings hat Liestal mit Sutter nur insoweit zu tun als dessen Heimatgemeinde Rünenberg (in der er nie lebte) im Kanton Basel-Land liegt.
In Kandern – Sutters Geburtsort – gibt es einen Förderverein Städtepartnerschaft Kandern – Sacramento e. V., aber die Stadt Kandern hat keine offizielle Partnerschaft mit Sacramento.
Die Bekanntheit von Sutters Zerrbild führt auch dazu, dass sein Name im Tourismus als Marke genutzt wird – General Sutter ist für Gemeinden mit irgendeinem weitläufigen Bezug zu Sutter so etwas wie der Bollenhut für den Schwarzwald. In Lititz warb das Gasthaus The Sutter von 1930 bis 2020 mit seinem Namen und in Sissach die General Sutter Distillery. Das General Sutter Museum in Sissach befindet sich im Obergeschoss der Brennerei Nebiker.
Sutter selbst lebte nie in seinem Heimatort Rünenberg im Kanton Basel-Land, aber es gibt dort seit 1953 ein Denkmal für ihn. Im Zusammenhang mit den Demonstrationen der Bewegung Black Lives Matter verhüllten Mitglieder der Jungsozialistischen Partei den Gedenkstein in Rünenberg im Juni 2020 mit einem blutigen Laken. Gleichzeitig wurde eine Umwidmung oder ein Gegendenkmal gefordert. Der Gemeinderat beschloss anschliessend, das Denkmal um eine Plakette zu ergänzen. Diese wurde am 23. Juni 2021 angebracht.
In Folge der Diskussionen um den Gedenkstein von Rünenberg überwies der Landrat Baselland am 2. Juni 2021 ein Postulat von SP-Politiker Jan Kirchmayr zur kolonialen Vergangenheit des Kantones. Die Regierung muss prüfen, wie diese in Zusammenarbeit mit der Universität Basel aufgearbeitet werden kann.

Der Kanton Basel-Land unterstützte 1987 die Finanzierung eines Sutter-Denkmals in Sacramento bei einem Spital mit 50'000 Schweizer Franken. Im Juni 2020 wurde diese Statue demontiert. Die zuständigen Stellen des Spitals erklärten, dies geschehe «aus Respekt vor den Ansichten einiger Bürger sowie im Interesse der öffentlichen Sicherheit für unsere Patienten und Mitarbeiter».
In Kalifornien sind eine Reihe von Plätzen mit Bezug auf Sutter als State Parks oder Historical Landmark deklariert. Die drei State Historic Parks werden jährlich von etwa 400 000 Touristen besucht.
| Bezeichnung                         | Ort, County; Staat                       | Status | Anmerkungen | National Register of Historic Places (NRHP) |
| ----------------------------------- | ---------------------------------------- | --- | --- | ------------------------------------------- |
| Sutter's Fort                       | Sacramento, Kalifornien                  | National Historic Landmark; California Historical Landmark Nr. 525 California state park                      | | 66000221                                    |
| Sutterville                         | Sacramento, Kalifornien                  | California Historical Landmark Nr. 593                                                                        | | keine                                       |
| Coloma                              | El Dorado County, Kalifornien            | National Historic Landmark; California state park                                                             | Marshall Gold Discovery State Historic Park mit Sutter's Mill und Marshall Monument                                                               | 66000207                                    |
| Sutter's Mill (Gold discovery site) | Coloma, El Dorado County, Kalifornien    | California Historical Landmark Nr. 530                                                                        | gehört zu Coloma (Marshall Gold Discovery State Historic Park)                                                                                    | keine                                       |
| Hock Farm                           | Yuba City, Sutter County, Kalifornien    | California Historical Landmark Nr. 346                                                                        | | keine                                       |
| Fort Ross                           | Jenner, Sonoma County, Kalifornien       | National Historic Landmark; State Historic Park; California Historical Landmark Nr. 346 California state park | | 66000239                                    |
| Fort Ross Commander's House         | Jenner, Sonoma County, Kalifornien       | National Historic Landmark                                                                                    | | 66000239                                    |
| Johann Agust Sutter House           | Lititz, Lancaster County, Pennsylvania   | | | 82003795                                    |
| Sutter Creek                        | Sutter Creek, Amador County, Kalifornien | California Historical Landmark Nr. 322                                                                        | Sutter Creek Grammar School und Five Mile Drive--Sutter Creek Bridge auch im National Register of Historic Places – kein direkter Bezug zu Sutter | 76000477; 86000734                          |
|                                     |                                          | | |                                             |

### Sutter als künstlerisches Motiv
In der Belletristik

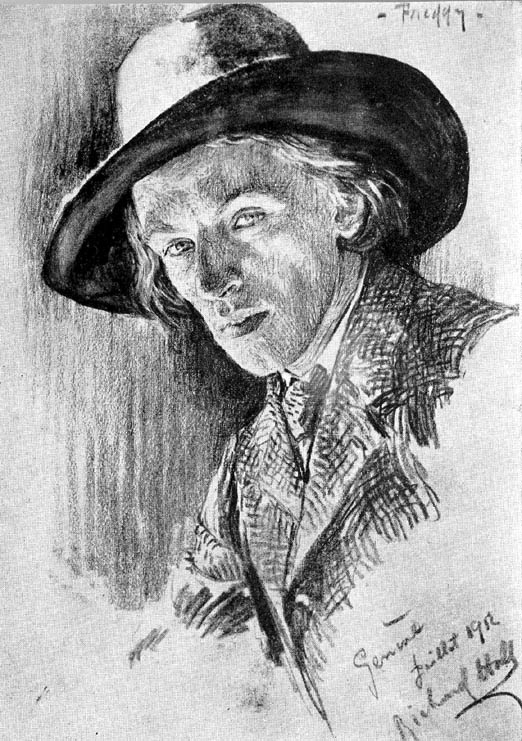
Frédéric-Louis Sauser (Künstlername Blaise Cendrars) um 1912

Zentral für die Rezeption Sutters war und ist der 1925 in französischer Sprache erschienene historische Roman L'Or. La merveilleuse histoire du général Johann August Suter des Schweizer Schriftstellers Blaise Cendrars. Bereits 1925 erschien eine deutsche Übersetzung von Yvan Goll, Gold. Die fabelhafte Geschichte des Generals Johann August Suter. und 1926 erschien eine englische Übersetzung. Seither sind viele Ausgaben in diversen Sprachen veröffentlicht worden.
L'Or «dieses elende Machwerk vom historischen, diesen höchst fascinierenden Roman vom belletristischen Standpunkte aus» nahmen viele weitere Autoren zum Anlass sich mit der Geschichte Sutters zu befassen, wobei meist die Aspekte des Goldrauschs im Vordergrund standen. Die von Cendrars erfundenen alternativen Fakten wurden dabei oft ungeprüft kolportiert, wie auch neue erfunden.
1927 wurden mit Fünf historische Miniaturen die ersten Teile von Stefan Zweigs Sternstunden der Menschheit veröffentlicht, wobei sich Zweig im Kapitel Die Entdeckung Eldorados mit der Geschichte Sutters befasst.
1930 befasste sich auch der SchriftstellerEgon Erwin Kisch mit Sutters Geschichte. 1953 veröffentlichte der Baselbieter Schriftsteller Traugott Meyer einen Mundartroman über Sutters Leben. 1961 erschien der Roman Der Kaiser von Kalifornien von Luis Trenker, der damit den Erfolg seines Films von 1936 ausschöpfte. Der Basler Schriftsteller Jürg Weibel brachte 1980 eine Schrift über Sutter heraus. Der jüngste August-Sutter-Roman von Helen Liebendörfer erschien 2016.
Im Film
Der sowjetische Regisseur Sergei Michailowitsch Eisenstein hielt sich auf Einladung der Paramount Pictures 1930 in Hollywood auf und plante einen Film mit dem Titel Sutters Gold, zu dem er durch den Roman L’or des Schweizer Schriftstellers Blaise Cendrars angeregt wurde. Paramount lehnte die Idee ab, aber Eisenstein verfolgte sie weiter.
Als Eisenstein seinen Entwurf vorlegte, für den er wochenlang historische Literatur und die originalen Schauplätze studiert hatte, wurde dieser in Fachkreisen gelobt, aber der Direktion von Paramount missfiel die Grundaussage, dass Gold die Quelle der Zerstörung von Mensch und Natur sei. Zudem gefiel seine Behandlung der Indigenenfrage nicht. Paramount schlug Eisenstein eine Verfilmung von Theodore Dreisers Roman Eine amerikanische Tragödie vor, und Eisenstein nahm diese Anregung gerne auf. Auch sein Entwurf hierfür wurde von Paramount verworfen, und zudem wurde in der amerikanischen Öffentlichkeit eine Kampagne gegen Eisenstein und seine politische Haltung gestartet. 1931 beendete Paramount den Vertrag mit Eisenstein, ohne ein Projekt mit ihm realisiert zu haben. Die Realisierung von Eisensteins Filmidee hätte vermutlich die gesamte Rezeption von Johann August Sutter wesentlich beeinflusst und in eine andere Richtung gebracht.
1936 realisierte der amerikanische Regisseur James Cruze mit Universal Pictures die Filmidee von Eisenstein unter dem Titel Sutter's Gold. Trotz eines Rekord-Budgets von 2 Millionen US-Dollar fand der Film in dieser stark von Eisenstein abweichenden Umsetzung wenig Resonanz und war ein wirtschaftlicher Flop.
Ebenfalls 1936 lieferte Sutters Leben den Stoff für den deutschen Spielfilm Der Kaiser von Kalifornien von und mit Luis Trenker (Produktion, Drehbuch, Regie und Hauptrolle). Diese Verfilmung ist angelehnt an den französischsprachigen Roman L’Or des Schweizer Schriftstellers Blaise Cendrars. 1961 erschien ein ebenso wie der Film betitelter Roman des Hauptdarstellers Luis Trenker.
In den 1980er Jahren plante die Filmgesellschaft von Moshé Mizrahi einen neuen Sutter-Film – das Projekt wurde jedoch nicht realisiert. 1999 brachte der Basler Regisseur Benny Fasnacht seinen Film General Sutter heraus.
Im Theater
Der Schweizer Dramatiker Cäsar von Arx schrieb 1929 Die Geschichte vom General Johann August Suter. Schauspiel in zwei Teilen. Etwa gleichzeitig schrieb der Schweizer Dramaturg und Regisseur Werner Wolff ein Stück mit dem Titel «General Suter», das dann wegen des Stücks von Cäsar von Arx nicht aufgeführt wurde. 1932 folgte der deutsche Autor Bruno Frank mit dem «Schauspiel in einem Prolog und acht Bildern», Der General und das Gold. Der chilenische Autor Guillermo Calderón schreib für das Theater Basel die Auftragsarbeit «Goldrausch», die 2017 aufgeführt wurde. Das Werk fand wenig Anklang, und es finden sich dort kaum noch Reste des historischen Sutter.
In der Malerei
Sutter liess sich gerne malen. Am bekanntesten ist das Ölgemälde des Schweizer Malers Frank Buchser, das 1866 entstand und sich im Kunstmuseum Solothurn befindet.
In der Musik
Der Schweizer Popmusiker Polo Hofer veröffentlichte 2002 das Lied Alles Gold vo Kalifornie, in dem er von Sutters Leben singt.
Sutters Leben und der kalifornische Goldrausch wurden 1934 als Radio-Musical von Hanns Eisler mit dem Textdichter Ernst Ottwalt und dem Sänger Ernst Busch als «Kalifornische Ballade» vertont. Es gibt eine flämische und eine deutsche Textversion.